# Čáhkáljávri
Čáhkáljávri eller Tsahkaljavri eller Tshahkajärvi är en sjö i Finland. Den ligger i kommunen Enontekis i landskapet Lappland, i den norra delen av landet, 1 000 km norr om huvudstaden Helsingfors. Čáhkáljávri ligger 559,3 meter över havet. Omgivningarna runt Čáhkáljávri är i huvudsak ett öppet busklandskap. Arean är 1,11 kvadratkilometer och strandlinjen är 5,91 kilometer lång. Sjön  ingår i Torne älvs huvudavrinningsområde. 